# Viande cultivée
 (août 2021).
Ne doit pas être confondu avec Substitut de viande.

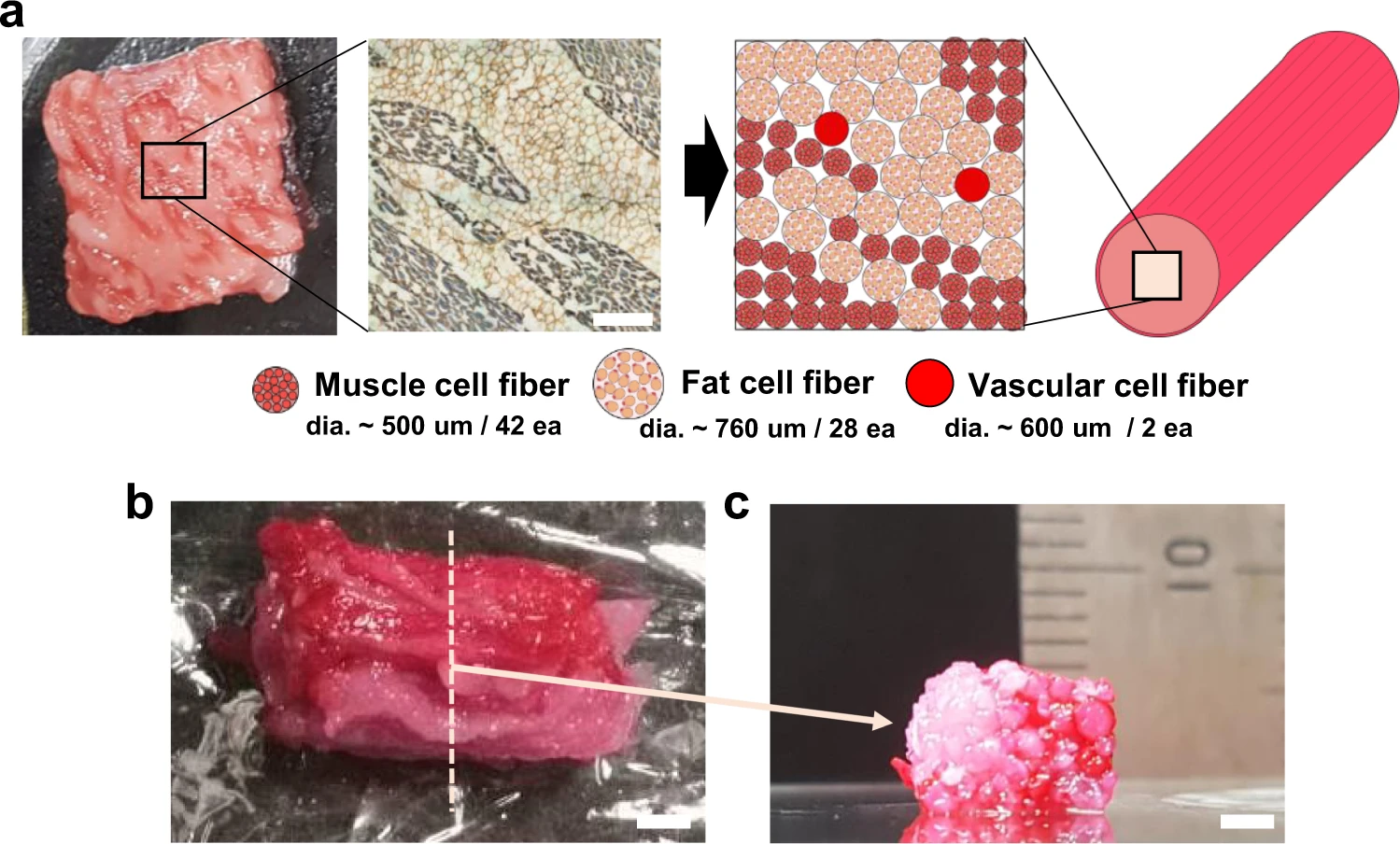
Des fibres musculaires, graisses et tissus vasculaires sont assemblés pour créer de la viande cultivée.

La viande cultivée, aussi appelée viande de culture, est un produit carné réalisé par des techniques d'ingénierie tissulaire qui évitent ainsi l'abattage d'animaux. Elle est produite à partir de cellules animales que l'on fait croître en dehors du corps de l'animal, « dans des cuves similaires à celles utilisées pour la fermentation traditionnelle de la bière et du yaourt ». 
La viande cultivée est produite selon la technique de la culture cellulaire (ou « agriculture cellulaire »), déjà utilisée en médecine régénérative. Un des objectifs mis en avant par ses partisans est la réduction de l'impact environnemental de l'élevage. Pour autant, aucune étude à long terme n'a évalué les conséquences de la consommation de cette viande de synthèse sur l'organisme humain.

## Techniques
La viande est un ensemble de muscles, de tendons, de graisse et de tissu conjonctif (dont le collagène). Ces différents éléments sont composés de cellules. La production de « viande cultivée » se fait à partir de cellules souches prélevées de manière indolore par biopsie sur un animal. Ces cellules souches se multiplient et se différencient ensuite en cellules musculaires dans un environnement adapté à leur croissance. Pour obtenir une texture et une composition similaires à la viande conventionnelle, des cellules de graisse et de tissus conjonctifs peuvent être ajoutées aux cellules musculaires. L'objectif de la viande cultivée est de reproduire le processus biologique naturel qui se déroule dans l'organisme des animaux, afin d'obtenir un produit ayant les mêmes caractéristiques que la viande conventionnelle.
Plusieurs possibilités existent pour l'obtention des cellules:
- une biopsie est effectuée (sous anesthésie locale),
- une utilisation de cellules souches est faite à partir d'une banque de cellules souches.

Plusieurs projets de recherche actuels développent de la viande cultivée à partir de cellules souches de myoblastes.

## Chronologie de l'agriculture cellulaire

### Premières avancées
En 1912, le biologiste français Alexis Carrel maintient en vie un morceau de muscle cardiaque de poussin dans une boîte de Petri, démontrant la possibilité de maintenir le tissu musculaire vivant à l'extérieur du corps.
En 1930, Frederick Edwin Smith, 1er comte de Birkenhead, prédit: « Il ne sera plus nécessaire d'aller à la longueur extravagante de l'élevage d'un bœuf pour manger son steak. À partir d'un steak "parent" de tendreté de choix, il sera possible de faire pousser un steak aussi gros et juteux que l'on peut désirer ».
En 1950, Willem van Eelen (en) reconnaît la possibilité de générer de la viande à partir de la culture tissulaire.
En 1971, Russell Ross réalise la culture in vitro de fibres musculaires.

### Années 1990 et 2000: accélération de la recherche
En 1995, La Food and Drug Administration des États-Unis approuve l'utilisation de la production commerciale de viande cultivée.
En 1999, Willem van Eelen obtient le premier brevet pour la viande cultivée.
En 2001, la NASA commence des expériences sur la viande cultivée, produisant de la viande de poisson rouge.
En 2003, Oron Catts et Ionat Zurr du Tissue Culture and Art Project et de la Harvard Medical School produisent un steak comestible à partir de cellules souches de grenouille.
En 2004, Jason Matheny fonde New Harvest, la première association à but non lucratif à œuvrer pour le développement de la viande de culture.
En 2005, l'agence gouvernementale néerlandaise SenterNovem commence à financer la recherche sur la viande cultivée et le premier article de revue à comité de lecture sur la viande cultivée en laboratoire paraît dans Tissue Engineering.
En 2008, In Vitro Meat Consortium organise la première conférence internationale sur la production de viande cultivée. La même année, People for the Ethical Treatment of Animals offre un prix de 1 million de dollars au premier groupe à fabriquer un poulet cultivé en laboratoire commercialement viable d'ici à 2012.

### Années 2010 à 2020: premiers produits, premières ventes, développement de start-up

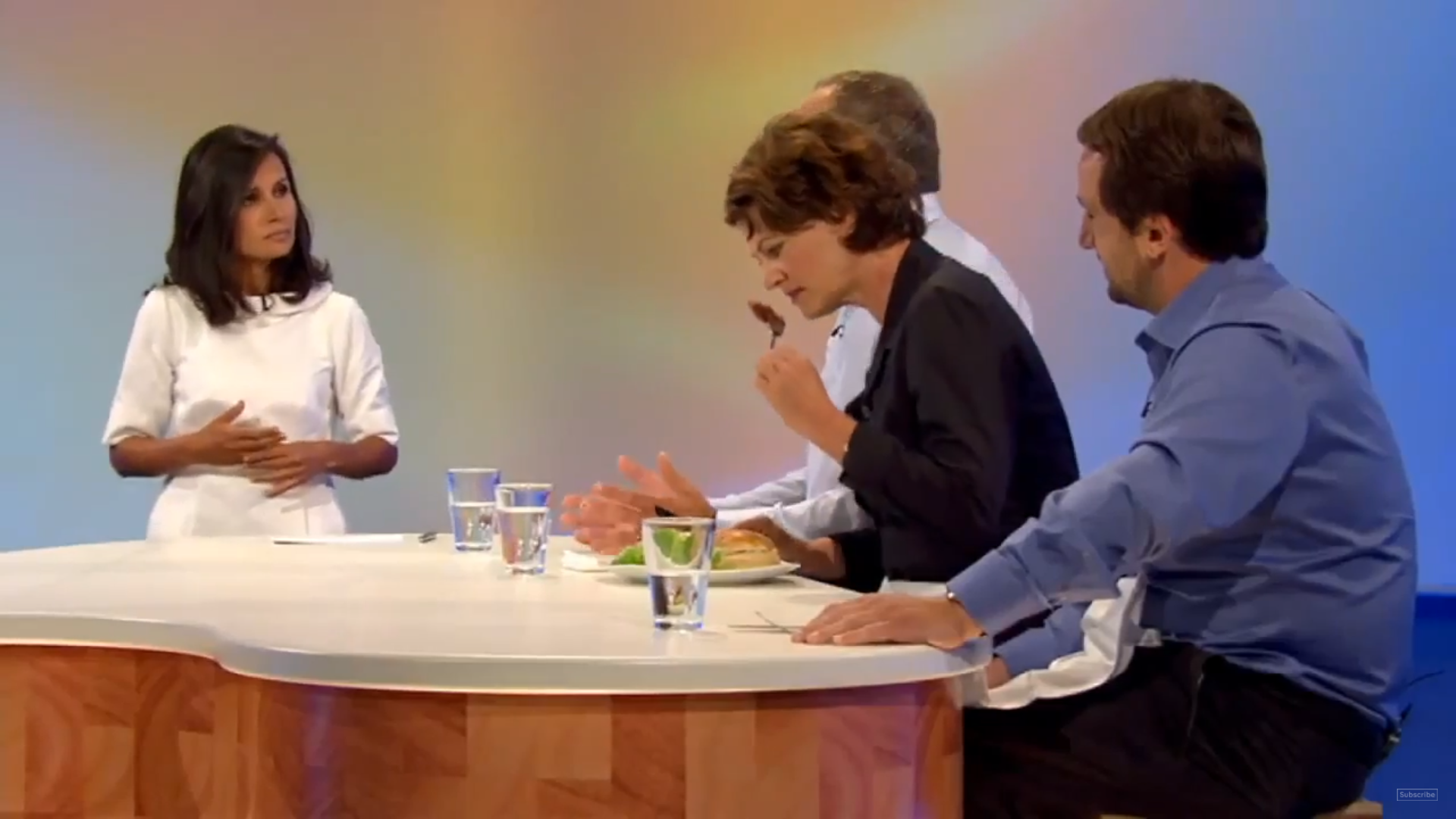
La scientifique autrichienne Hanni Rützler goûte le premier hamburger cultivé au monde le 5 août 2013.

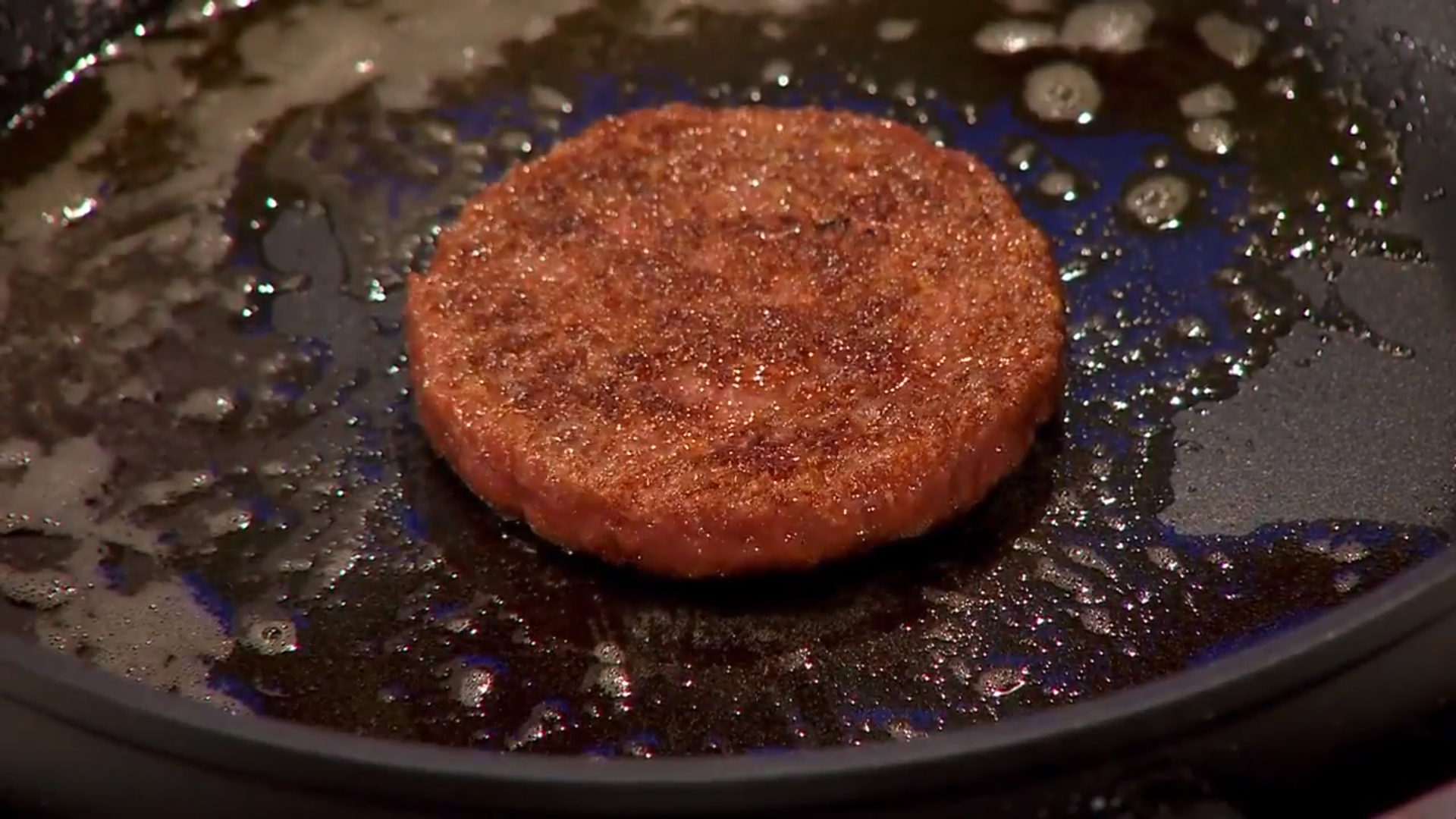
Cuisson du premier steak cultivé.

En 2011, la société Modern Meadow, destinée à produire du cuir et de la viande de culture, est fondée.
En 2013, le premier hamburger cultivé, développé par le laboratoire du chercheur néerlandais Mark Post, est testé.
En 2014, Muufri et Clara Foods, des entreprises visant respectivement à produire des produits laitiers et des œufs de culture, sont fondées avec l'aide de New Harvest, . La même année, Modern Meadow présente des « steak chips », des disques de viande cultivée en laboratoire qui pourraient être produits à un coût relativement bas et Real Vegan Cheese, une association à but non lucratif qui développe un projet de recherche visant à créer du fromage de culture, est fondée.
En 2015, la Fondation pour l'agriculture moderne, qui se concentre sur le développement de la viande de poulet cultivée (car les poulets constituent la grande majorité des animaux terrestres tués pour la nourriture ), est fondée en Israël. Selon le laboratoire de Mark Post, le coût de production d'une galette de hamburger de culture passe de 325 000 $ en 2013 à moins de 12 $.
En 2016, New Crop Capital, un fonds de capital-risque privé investissant dans des alternatives à l'agriculture animale - y compris l'agriculture cellulaire - est fondé. Son portefeuille de 25 millions de dollars comprend la société de viande cultivée Memphis Meats et la société de collagène cultivé Gelzen, ainsi que Lighter, une plate-forme logicielle conçue pour faciliter l'alimentation à base de plantes, un service de livraison de repas à base de plantes appelé Purple Carrot, une alternative laitière Lyrical Foods, le New SunFed Foods, une entreprise de viande à base de plantes en Zélande, et l'entreprise de fromages alternatifs Miyoko's Kitchen. Le Good Food Institute, une organisation vouée à la promotion des alternatives aux produits alimentaires d'origine animale - y compris l'agriculture cellulaire - est fondé la même année. 
2016 marque également une avancée majeure pour Memphis Meats qui annonce la création de la première boulette de viande de culture. L'année voit enfin l'organisation de la « New Harvest 2016: Experience Cellular Agriculture », la toute première conférence mondiale sur l'agriculture cellulaire.
En 2018 est publié le livre de Paul Shapiro Clean Meat: How Growing Meat Without Animals Will Revolutionize Dinner and the World, qui relate les entrepreneurs, scientifiques et investisseurs cherchant à créer la première viande sans abattage au monde. Le livre a été placé sur la liste des best-sellers du Washington Post.
En 2019, Perfect Day (anciennement Muufri) vend 1 000 paquets de 3 pintes de crème glacée à base de protéines de lactosérum non animales. Agriculture cellulaire France, une association qui a pour but de promouvoir l’agriculture cellulaire dans les pays francophones, est fondée.
En 2020, Memphis Meats reçoit un investissement de 161 millions de dollars américains dans sa série B, ce qui est plus que tout ce qui avait été investi dans l'industrie à cette date, qui était de 155 millions de dollars américains. La même année, Singapour devient le premier état à autoriser la vente de viande cellulaire, du poulet vendu en restaurant.
En plus « d’organiser » la délivrance d’autorisation de mise sur le marché en méprisant les considérations sanitaires, il faut souligner que certains pays sont relativement laxistes en ce qui concerne ces autorisations de mise sur le marché. À titre d’exemple, la viande cellulaire pourrait bénéficier d’une faille réglementaire aux Etats-Unis, en vertu de la réglementation « Generally Recognized As Safe » (GRAS) de la Food and Drug Administration (FDA). Cette faille permet aux entreprises d'engager leurs propres experts pour évaluer leurs produits, souvent en secret, sans en informer le public ou la FDA[réf. nécessaire].
En décembre 2020, la start-up israélienne Aleph Farms organise une dégustation de viande cultivée à laquelle participe l’actuel premier ministre israélien Benyamin Netanyahou. 
En 2020, selon le Good Food Institute, les start-up ont levé 366 millions de dollars au total, six fois plus qu'en 2019. 

### Années 2021 à 2022, industrialisation et recherche d'homologations
En mars 2021, Le Monde indique que, hormis à Singapour, « l’heure de la commercialisation n’a pas encore sonné et les autorités sanitaires américaines comme européennes étudient l’opportunité d’autoriser cette technologie controversée ». Selon un article de décembre 2021 du Figaro, 70 startups dans le monde lèvent des fonds pour financer l'industrialisation de la viande cultivée et attendent des autorisations pour la mise en vente.
Le 9 mars 2021 est publiée la première étude réalisée à partir des données fournies par les start-up de la filière et qui tienne également compte du type d'énergie utilisée pour fabriquer en usine la viande cellulaire (énergie conventionnelle ou énergie durable),,. Le journal Le Monde estime que cette étude « réunit les données les plus à jour sur ce sujet », tout en indiquant que l'impact environnemental de la viande cultivée « reste débattu », relayant des commentaires de chercheurs sur l'étude, comme celui de John Lynch, qui déclare : « il y a encore beaucoup d’incertitudes et des détails ont été omis pour des raisons de confidentialité ».
En 2021, un restaurant près de Tel-Aviv propose à la vente des burgers au poulet cultivé, le laboratoire produisant cette viande étant visible à travers une baie vitrée par les clients de l'établissement. Les bioréacteurs utilisés font partie de l'usine de la start-up israélienne Supermeat, qui est en attente d'homologation et indique être capable de produire des centaines de kilo de viande par semaine.
En 2021, tandis que les milliardaires américains investissent dans les start-up de la viande cellulaire, un article du Parisien indique que les Français y sont plus réticents, ayant un « rapport hédonique à l’alimentation ». Nathalie Rolland, qui a créé l’association Agriculture Cellulaire France, se préoccupe du faible investissement de la recherche publique dans ce secteur. Un chercheur déclare: « Les universités et les organismes publics de recherche s’interrogent sur l’utilité de cette agriculture cellulaire pour la société. S’il y avait un consensus académique, les chercheurs seraient nombreux à travailler dessus. » Pour Le Parisien, tout devrait se jouer au niveau de l'Union européenne : la viande in vitro étant considérée comme « nouvel aliment », elle doit être approuvée par la Commission européenne après évaluation scientifique de l'Autorité européenne de sécurité des aliments. Mais Julien Denormandie, ministre français de l’Agriculture, s'oppose à la viande cultivée, déclarant: « Si un jour la Commission européenne venait à autoriser la viande cellulaire, alors, il faudra que la loi française vienne l’interdire ».
En juillet 2022, alors que Singapour et Israël sont les deux seuls pays à avoir donné des autorisations de vente pour des viandes in vitro, pour la première fois le parlement européen organise un débat sur la viande cultivée.

## Histoire, résultats, coûts

### De Churchill à la preuve de concept élaborée par Mark Post en 2013
Winston Churchill, dans l'essai Fifty Years Hence écrit en 1931, décrivait « l’absurdité » de produire un poulet entier pour n’en consommer qu’une partie. Il écrivait: « nous échapperons à l'absurdité de faire croître un poulet entier pour en manger la poitrine ou l'aile, en faisant pousser ces parties séparément dans un milieu approprié ».
Dans les années 1990, Willem van Eelen a levé des fonds auprès d'investisseurs privés et a déposé le premier brevet sur la viande cultivée in vitro. Au début des années 2000, il organise un rassemblement de chercheurs néerlandais puis convainc le gouvernement néerlandais de financer, à hauteur de 2 millions d’euros, leurs recherches, accompagné par des universités et des entreprises alimentaires.
La même année, la NASA a commencé à mener des expériences sur la viande cultivée dans le but de l'appliquer aux voyages spatiaux pour permettre aux astronautes, à long terme, de produire de la viande sans sacrifier la place de stockage lors de leur voyage. En partenariat avec Morris Benjaminson du Turro College, ils ont pu cultiver des segments de tissu de poisson rouge et plus tard des cellules de dinde. 

#### Le premier burger
À l’université de Maastricht, le docteur Mark Post, le chimiste Peter Verstrate et leurs collègues ont travaillé sur un projet de viande cellulaire. L’équipe s’est alors fixé pour but de créer une viande moins chère que la viande d’élevage conventionnel et indiscernable en termes de texture et de goût. En 2009, Mark Post a réussi à cultiver des muscles de souris in vitro à partir des cellules satellites musculaires des rongeurs. 
Les exploits scientifiques de Mark Post lui ont valu de rencontrer un représentant de la fondation de Sergey Brin, cofondateur de Google, pour lui demander de rédiger une proposition de financement. La demande de financement s'est élevée à environ 330 000 dollars pour la production de la première viande de burger cultivée. Sergey Brin a décidé de financer la production de deux burgers de viande cultivée.
Le travail de l’équipe de Mark Post a consisté en quatre étapes : 
- Extraire des cellules satellites musculaires via une biopsie sur une vache.
- Placer les cellules dans un milieu riche en nutriments afin de les nourrir, de leur permettre de se diviser et d’augmenter en nombre.
- Exercer un courant électrique sur les cellules afin de les faire gagner en masse et qu'elles deviennent des brins de tissu musculaire.
- Collecter la viande afin d’effectuer toute autre transformation comme l’ajout de graisse ou d’arômes.

En août 2013, le Docteur Mark Post dévoile au monde le premier steak haché cultivé. Ce steak était fabriqué à partir de plus de 20 000 brins de tissu musculaire. Il a fallu plus de deux ans pour le produire. Ce steak manquait de myoglobine, protéine permettant de donner sa couleur rouge à la viande. C’est pourquoi du safran et du jus de betterave ont été ajoutés pour y remédier sans altérer le goût.
Le premier burger de viande cultivée a été goûté le 5 août 2013 lors d’une conférence de presse à Londres en présence du critique culinaire Josh Schonwald et de la nutritionniste Hanni Rützler.

#### Après 2013
Pour passer au stade commercial de la production industrielle de viande cultivée, il est nécessaire d’accroître les rendements des cultures de cellules souches grâce à l’utilisation d’incubateurs et d’améliorer la technologie pour produire une viande intéressante pour son goût et sa valeur nutritionnelle. 
Un autre objectif est de continuer à diminuer les coûts de production. Malgré les investissements privés, un steak haché cultivé de 140 grammes coûterait en 2019 environ 500 €. Professeur Shulamit Levenberg, directrice scientifique d'Aleph Farms, dit pouvoir produire un petit steak in vitro pour environ 50 dollars.
En 2020, la république de Singapour est le premier État au monde à autoriser la vente de viande artificielle. Il s'agit en l'occurrence de nuggets de poulet fabriqués en laboratoire par la start-up californienne Eat Just.

## Développement de l'industrie
Après 2013, bon nombre des premières startups de la viande de culture ont été lancées. Memphis Meats, devenu Upside Food, une startup de la Silicon Valley fondée par un cardiologue, a lancé une vidéo en février 2016 présentant sa boulette de viande de bœuf cultivée. En mars 2017, il a présenté des filets de poulet et du canard à l'orange, les premiers aliments à base de volaille de culture présentés au public. Memphis Meats a été plus tard le sujet du documentaire 2020 Meat the Future. 
Une entreprise israélienne, SuperMeat, a mené une campagne de financement participatif virale en 2016 pour son travail sur le développement de la viande de poulet.
Finless Foods, une entreprise basée à San Francisco et spécialisée dans le poisson cellulaire, a été fondée en juin 2016. En mars 2017, elle a commencé ses activités de laboratoire et a progressé rapidement.
En mars 2018, Eat Just (fondé en 2011 sous le nom de Hampton Creek à San Francisco, plus tard connu sous le nom de Just, Inc.) a affirmé être en mesure de présenter un produit de consommation à base de viande cultivée avant la fin de 2018. Selon son PDG Josh Tetrick, la technologie est déjà là, et maintenant il ne s'agit que de l'appliquer. JUST compte environ 130 employés et un département de recherche de 55 scientifiques, où la viande de laboratoire de volaille, de porc et de bœuf est en cours de développement. Ils auraient déjà résolu le problème consistant à nourrir les cellules souches avec uniquement des ressources végétales. JUST reçoit le parrainage du milliardaire chinois Li Ka-shing, de Yahoo! et, toujours selon Tetrick, de Heineken International, entre autres.
La startup néerlandaise Meatable est composée, entre autres, de Krijn de Nooed, Daan Luning, Ruud Out, Roger Pederson, Mark Kotter et Gordana Apic. En septembre 2018, ils ont annoncé avoir réussi à développer de la viande à l’aide de cellules souches pluripotentes issues du cordon ombilical d’animaux. Bien que ces cellules soient apparemment difficiles à travailler, Meatable a précisé être en mesure de les amener à se comporter de la même façon que des cellules musculaires ou adipeuses. L’avantage majeur de cette nouvelle technique est qu’elle évite l’utilisation du sérum fœtal bovin. Le 26 septembre 2018, des députés néerlandais se sont réunis en commission afin de discuter de l’importance et de la nécessité d’un soutien gouvernemental pour la recherche, le développement et l’introduction de la viande de culture dans la société.
Integriculture est une société basée au Japon qui travaille à la création d'un système de culture qui permettrait de cultiver des cellules sans additifs de sérums d'origine animale grâce à leur système CulNet. Les entreprises travaillant sur le même problème sont Multus Media, basée en Angleterre, et Canadian Future Fields.
Fin 2018 et début 2019, deux sociétés françaises spécialisées dans l’agriculture cellulaire se créent. 
La start-up parisienne Gourmey a pour but de développer de la viande de volailles ainsi que du foie gras sans gavage, ni abattage et 100 % éthique, à partir de cellules naturelles de canard,. En 2021, Gourmey a été désignée, par DigitalFoodLab, comme l’une des 50 plus intéressantes startups Européennes de la FoodTech[réf. nécessaire]. 
Vital Meat bénéficie d’une technologie déjà utilisée dans l’industrie pharmaceutique. L’entreprise a pour ambition d’offrir une large gamme de viandes cultivées, en commençant par des produits au poulet tels que des nuggets ou des saucisses de volaille.
En août 2019, cinq startups américaines ont annoncé la formation de l'Alliance for Meat, Poultry & Seafood Innovation (AMPS Innovation), une coalition cherchant à travailler avec les décideurs publics pour créer une voie de commercialisation pour la viande et les fruits de mer cultivés. Les membres fondateurs comprennent Eat Just, Memphis Meats, Finless Foods, BlueNalu et Fork & Goode.
En 2019, le projet Foieture a été lancé en Belgique dans le but de développer le foie gras de culture (le nom est une contraction des mots foie et future) par un consortium de trois entreprises (la startup de culture cellulaire Peace of Meat, l'entreprise d'assaisonnement Solina et l’entreprise de production de pâté Nauta) et de trois instituts à but non lucratif (l’université KU Leuven, le centre d'innovation pour l'industrie alimentaire Flanders Food et Bio Base Europe Pilot Plant). Peace of Meat, avec ces aides, a déclaré en décembre 2019 qu'elle cherchait à terminer sa preuve de concept en 2020, à produire son premier prototype en 2022 et à entrer sur le marché en 2023. Ce mois-là, le projet Foieture a reçu une bourse de recherche de près de 3,6 millions d'euros de l'Agence pour l'innovation et l'entreprise du gouvernement flamand. En mai 2020 Eva Sommer, chercheuse scientifique d'origine autrichienne et cofondatrice de Peace of Meat, a déclaré que la startup était alors en mesure de produire 20 grammes de graisse de culture pour un coût d'environ 300 euros (15 000 €/kg); l'objectif était de réduire le prix à 6 euros le kilo avant la fin 2030. Piece of Meat construirait bientôt deux laboratoires dans le port d'Anvers.
En 2019, l'entreprise Aleph Farms a collaboré avec 3D Bioprinting Solutions pour cultiver de la viande sur la Station spatiale internationale, à 399 km au-dessus de la surface de la Terre. Cela a été fait en extrudant des cellules de viande sur une structure de soutien à l'aide d'une imprimante 3D.
En 2019, la première association d’agriculture cellulaire, Agriculture cellulaire France, se crée en France. Elle a pour but d’amener des discussions autour du sujet de l’agriculture cellulaire dans les pays francophones.
En janvier 2020, Quartz a affirmé qu'il y avait « environ 30 startups développant des produits cultivés dans le monde » et que Memphis Meats, Just Inc. et Future Meat Technologies étaient les plus avancées car elles construisaient les premières usines pilotes.
Selon New Scientist en mai 2020, il y avait « environ 60 start-up, dans le monde, développant et améliorant les processus de la viande cultivée ». Certaines d'entre elles ne produisent pas elles-mêmes de la viande de culture, mais fournissent à d'autres des outils techniques. Les milieux de croissance coûteraient encore « des centaines de dollars le litre. Pour que la production de viande cultivée puisse être compétitive, ce chiffre doit descendre à environ 1 $ le litre ».
En juin 2020, des responsables du gouvernement chinois ont appelé à une stratégie nationale pour permettre à la Chine de suivre les autres pays faisant des progrès dans le domaine de la viande cultivée.

## Perspectives économiques, réglementations et soutien d'instances gouvernementales
L'agriculture cellulaire présente de nombreuses opportunités économiques. Bien que la viande cultivée ne soit pas encore disponible sur le marché, elle semble destinée à représenter une part substantielle du marché des protéines dans les années à venir. Selon le cabinet de conseil AT Kearney's, la viande cultivée pourrait représenter 35 % de la consommation mondiale de viande d'ici 2040. Plusieurs investisseurs, dont Bill Gates, Richard Branson, ou encore Sergey Brin, soutiennent cette technique depuis ses débuts,. 
Un nombre croissant d'universités, d'entreprises et de startups dans le monde travaillent au développement de produits de l'agriculture cellulaire. Certaines collaborent avec des producteurs de viande tels que Cargill, Tyson Foods ou encore Bell Food Group,,.
Ces perspectives économiques engageantes sont renforcées par un soutien accru de différents organismes gouvernementaux. Des initiatives réglementaires ou des déclarations visant à créer des lignes directrices pour l'agriculture cellulaire sont en cours dans certaines régions du monde. Parmi elles:
- En novembre 2018, la Food and Drug Administration (FDA) américaine a proposé un cadre réglementaire favorable à la commercialisation des aliments issus de l’agriculture cellulaire[70].
- En Europe, Philippe Muyters, le ministre flamand de l'innovation, a déclaré par l'intermédiaire de son porte-parole: « la viande cultivée a un potentiel énorme et nous devons nous concentrer sur la production »[71].
- En mars 2019, le ministre des finances de Singapour, Heng Swee Keat, a annoncé la mise en place d'un programme allouant 144 millions de dollars à la recherche et au développement pour l'alimentation, y compris la recherche pour la viande cultivée[72].
- L'Agence gouvernementale de Singapour pour la recherche scientifique et technologique (A*STAR) développe de la viande de poulet cultivée.

### Réglementation

#### À quelle catégorie juridique appartiennent les produits issus de l’agriculture cellulaire et acellulaire?
En vertu de la réglementation de l'UE, tout aliment n'ayant pas été consommé de manière significative en Europe avant mai 1997 est considéré comme un nouvel aliment. Cette catégorie couvre les nouveaux aliments, les aliments provenant de nouvelles sources, les nouvelles substances utilisées dans les aliments, ainsi que les nouveaux moyens ou techniques de production des aliments.
Le règlement européen sur les nouveaux aliments (novel food) adopté en 2015 inclut dans son article 3, a), vi) « les denrées alimentaires qui se composent de cultures cellulaires ou tissulaires dérivées d'animaux, de végétaux, de micro-organismes, de champignons ou d'algues, ou qui sont isolées ou produites à partir de cultures cellulaires ou tissulaires dérivées d'animaux, de végétaux, de micro-organismes, de champignons ou d'algues ». Ce règlement, applicable depuis le 1er janvier 2018, remplace le règlement précédent sur les nouveaux aliments, qui ne citait pas les produits de l’agriculture cellulaire. Une autre différence importante entre les deux règlements est le fait que depuis 2018, il n’est plus nécessaire de demander l’autorisation pour des produits sensiblement similaires à ceux qui ont déjà été autorisés.

#### Quel est le droit applicable au niveau français et européen?
Le cadre règlementaire d’autorisation de mise sur le marché des nouveaux aliments dans les États membres se fait au niveau de l’Union. Cette centralisation a pour buts de fournir un mécanisme d’autorisation cohérent avec le marché unique et la liberté de circulation des marchandises, tout en garantissant un haut niveau de sécurité alimentaire et de protection des consommateurs. La plupart du droit relatif à l’alimentation (Food law) dans les États membres dépend de l’Union européenne.
La plupart des produits alimentaires n’ont pas besoin d’autorisation de mise sur le marché (les aliments « classiques »), ou simplement de notifications (par exemple, le lait maternisé). Les nouveaux aliments, eux, ont besoin d’une autorisation.
Le droit européen prime sur le droit national. Les règlements adoptés au niveau de l’Union sont directement applicable dans chaque État membre, et toute disposition nationale contraire à ces règlements peut être déclarée non conventionnelle et donc inapplicable (avec condamnation de l'État membre le cas échéant). Autrement dit, un État membre de l'UE ne peut pas imposer un régime d’autorisation différent du régime européen.
Pour faciliter l'entrée en vigueur du nouveau règlement, la Commission européenne a adopté les textes suivants:
- Règlement (UE) 2015/2283[73] relatif aux nouveaux aliments, établissant le cadre juridique général.
- Règlement d'exécution (UE) 2017/2469[75] de la Commission, amendé en 2020 et établissant les exigences administratives et scientifiques relatives aux nouveaux aliments. Cet acte d'exécution définit les exigences administratives, techniques et scientifiques qui doivent être incluses dans une demande de nouvel aliment. En outre, en ce qui concerne spécifiquement les exigences scientifiques, l'Autorité européenne de sécurité des aliments (EFSA) a également publié des orientations détaillées[76]. Tant le texte juridique de l'acte d'exécution que les orientations de l'EFSA aident les exploitants du secteur alimentaire à soumettre une demande de nouvel aliment.
- Règlement d'exécution (UE) 2017/2470[77] de la Commission établissant la liste de l'Union des nouveaux aliments autorisés dans l’Union européenne.
- Règlement d'exécution (UE) 2018/456[78] de la Commission relatif aux étapes de la procédure de consultation en vue de la détermination du statut de nouvel aliment. Cet acte d'exécution précise le processus de consultation entre un exploitant du secteur alimentaire et un pays de l'UE pour la détermination du statut de nouvel aliment.
- Règlement (UE) 2019/1381[79] relatif à la transparence et à la pérennité de l'évaluation des risques de l'Union dans la chaîne alimentaire.

La France a interdit la « viande artificielle » des services de restauration scolaires, universitaires, des établissements de santé, des établissements sociaux et médico-sociaux et des établissements pénitentiaires.

#### Quels sont les acteurs compétents?
Le domaine des nouveaux aliments est largement harmonisé au niveau européen. La plus grande partie des compétences appartient à l’UE, même si l’ANSES a en France un rôle particulier concernant le contrôle d’éventuels effets indésirables des aliments mis sur le marché.
- La Commission européenne détient le pouvoir d’initiative et un pouvoir décisionnel dans le domaine de la Food law.
- Le Parlement européen évalue et adopte le cas échéant les propositions de la Commission, en utilisant les avis de la commission de l’environnement, de la santé publique et de la sécurité alimentaire (ENVI).
- L’Autorité européenne de sécurité des aliments (AESA/EFSA) délivre une expertise scientifique à la Commission, concernant tous les champs relatifs à la sécurité alimentaire.
- Le Rapid Alert System For food and Feed (RASFF) est un réseau européen permettant de signaler efficacement et rapidement les problèmes relatifs aux produits agroalimentaires dans l’Union européenne (autorités européennes et autorités des États membres).
- L’Agence nationale de sécurité sanitaire de l’alimentation, de l’environnement et du travail (ANSES) est le point focal de l’EFSA pour la France. Elle pilote le dispositif de nutrivigilance, qui a pour objectif d'améliorer la sécurité des consommateurs en identifiant rapidement d'éventuels effets indésirables liés à la consommation de certains aliments.

### Économie
À l'heure actuelle,[Quand ?] on estime que la viande cultivée est nettement plus chère que la viande conventionnelle. Dans une interview accordée en mars 2015 à la chaîne australienne ABC, Mark Post a déclaré que le coût marginal du premier prototype de burger à 330 000 USD de son équipe était désormais de 8,00 €. Il estime que les progrès techniques permettraient au produit d'être compétitif par rapport au bœuf d'origine traditionnelle d'ici une dizaine d'années.  En 2016, le coût de production du bœuf pour l'entreprise de technologie alimentaire Memphis Meats était de 18 000 $ la livre (40 000 $/kg).  En juin 2017 , Memphis Meats a réduit le coût de production à moins de 2 400 $ la livre (5 280 $/kg), en février 2018 à 1 700 $ la livre.  En 2019, Eat Just a déclaré qu'il en coûtait environ 50 $ US pour produire un nugget de poulet. En 2021, Future Meat (depuis renommée « Believer ») a déclaré pouvoir développer des blancs de poulet pour 3,90$. Le projet Meet4All, financé par l'Europe table quant à lui sur une viande cellulaire à 6€/kg dès 2023. 
Les principaux facteurs de coût de la viande cultivée sont les facteurs de croissance. Les entreprises du secteur cherchent à trouver des alternatives moins coûteuses.  
De nombreux pays sont cependant guidés par des considérations plus terre à terre puisqu’ils souhaitent assurer leur sécurité alimentaire. C’est notamment le cas de Singapour qui importe 90 % de ses biens alimentaires,, tout comme pour Israël. De ce point de vue-là, il n’est pas étonnant de voir que Singapour est le premier État à autoriser la mise sur le marché de nourriture cellulaire.  

### Acceptation des consommateurs
La viande cultivée sera probablement de plus en plus exposée au public dans les années à venir, faisant de l'acceptation du produit par les consommateurs une préoccupation importante. Des recherches sont en cours pour déterminer comment les consommateurs accepteront la viande cultivée sur le marché. Une étude sur l'acceptation de la viande cultivée en Chine, en Inde et aux États-Unis « a révélé des niveaux élevés d'acceptation de la viande cultivée dans les trois pays les plus peuplés du monde ». D’autres études en Angleterre, aux Pays-Bas, en France en Allemagne ont montré des niveaux d’acceptation relativement élevés. Plusieurs facteurs potentiels d'acceptation par les consommateurs de la viande cultivée ont été identifiés. La sûreté alimentaire, les caractéristiques nutritionnelles, la durabilité, le goût et le prix inférieur sont tous des facteurs potentiels. 
Une étude montre que l'utilisation d'un langage très technique pour décrire la viande cultivée a conduit à une attitude beaucoup plus négative du public envers le concept. De même, il est suggéré que décrire la viande cultivée d'une manière qui met l'accent sur le produit final plutôt que sur la méthode de production était un moyen efficace d'améliorer l'acceptation. Les personnes âgées semblent moins accepter la viande cultivée. Cependant, les personnes âgées avec des régimes alimentaires flexitariens, végétariens, végans et avec un niveau de scolarité plus élevé semblent être les plus à même d’accepter la viande cellulaire. Aussi, certains groupes sociaux semblent moins accepter que d'autres la viande cultivée, y compris pour des raisons religieuses.
L'utilisation de descriptions normalisées améliorerait les recherches futures sur l'acceptation par les consommateurs de la viande cultivée. Malgré les enquêtes sur des populations similaires, les études actuelles ont souvent fait état de taux d'acceptation du produit radicalement différents.

## Recherche et défis à relever
Parmi les pionniers du domaine figurent:
- Le néerlandais Mark Post (en), créateur du steak cultivé présenté à Londres en 2013[99]. Ce hamburger était une preuve de concept qui ne contenait que des cellules de muscle. M. Post fonde en 2015 la société Mosa Meat (en) qui a pour ambition de vendre des steaks de viande cultivée à un prix de 10 euros[100].
- Le Dr Amit Gefen, spécialiste du génie tissulaire de l'université de Tel Aviv (poitrine de poulet)[101].

Dans les années 2010, les investisseurs privés se sont intéressés au domaine de la viande cultivée en laboratoire. Ainsi, quelques milliardaires tels que Bill Gates et Richard Branson, ou de grandes multinationales telles que Cargill et Tyson Giants ont apporté des dizaines de millions de dollars en quelques années pour prototyper de la viande cultivée. Le 6 février 2019, le Good Food Institute (GFI) a lancé à Washington DC un groupe proposant 3 millions de dollars répartis entre 14 projets open-source, dont 6 consacrés à la production de viandes cultivées en laboratoire et 8 consacrés aux protéines végétales (250 000 $ sur deux ans par projet). L'un de ces projets pourrait être de produire un référentiel de lignées cellulaires pertinentes susceptibles d'être mises en culture : le projet Frozen Farmyard porté par le Centre norvégien pour la recherche sur les cellules souches, basé à Oslo.
Certains défis techniques restent à relever pour passer de la production de quelques grammes à des tonnes de viande cultivée. En premier lieu, le milieu de croissance est primordial pour le développement des cellules en grande quantité. Au commencement des recherches en agriculture cellulaire, certaines entreprises utilisaient du sérum fœtal bovin. Cependant, de nos jours, aucune ne compte utiliser ce sérum pour les produits qu’elle commercialisera et remplace ce sérum par des alternatives,. La startup Mosa Meat fondée par Mark Post ainsi que de nombreuses autres entreprises sont parvenues à produire un milieu de culture sans sérum fœtal bovin. Deuxièmement, la création d'armature (scaffold) comestible permettant le développement des cellules et la création des tissus musculaires reste un défi technique important. La création de bioréacteurs écoénergétiques, permettant d'accélérer la prolifération cellulaire à grande échelle, est un autre enjeu pour que la viande cultivée devienne un produit courant.
Les qualités organoleptiques font partie des défis. Seuls quelques échantillons de viande ont été créés par plusieurs entreprises de viande cultivée pour le moment et peu de personnes les ont goûtés. Les entreprises travaillent à la culture de cellules de muscles, de gras et de tissus conjonctifs afin de retrouver les qualités organoleptiques de la viande conventionnelle.

## Controverses

### Santé
Il semble aujourd'hui difficile de prévoir les effets, les risques et les dangers possibles qui découlent de cette nouvelle forme de production. Des chercheurs pointent ainsi le fait que la littérature scientifique soit lacunaire et incomplète sur certains thèmes, et qu’elle omette de s’attarder sur certaines critiques. Le nombre d’études scientifiques recensées en 2020 s’élevait à seulement 300 contre plus de 12 000 articles de presse, ce qui représente un vivier très peu fourni. Linsay Ketelings, chercheuse à l'université de Maastricht, abonde dans ce sens et souligne que « le manque de recherches approfondies liées à la caractérisation des dangers et des risques de la viande cultivée est considéré comme le plus grand obstacle à l'introduction d'un produit sûr sur le marché ».  La communauté scientifique reste donc globalement réservée, et ne s’est pas prononcée sur les nombreuses incertitudes qui planent encore. Une des raisons à ce manque d’études, est l’absence d’un processus de fabrication unique ainsi que l’immaturité des technologies actuelles.

Les chercheurs ont suggéré que dans la viande cultivée, les acides gras oméga-3 pourraient remplacer les acides gras saturés de la viande conventionnelle pour des bénéfices sur la santé. De la même manière, la teneur en acides gras oméga-3 de la viande conventionnelle peut également être augmentée en modifiant l'alimentation des animaux. La consommation de viande rouge et de viande transformée peut être accompagnée d'une présence importante de glucides et d'acides gras saturés aggravant le risque de développer des maladies (maladies cardiovasculaires, cancers…). La fabrication de viande cultivée étant à base de tissu musculaire, il est possible d'ajouter des types de gras moins nocifs pour la santé tels que les oméga-3. 
Des études épidémiologiques ont montré que la consommation de viande transformée et les risques de cancer du côlon étaient liés. De plus, il existe d'autres études liant la consommation de viande rouge et de viande transformée à l'obésité, au diabète de type 2, à certaines maladies cardiovasculaires et à d'autres types de cancer.
Un numéro du magazine Time a suggéré que le processus de culture cellulaire peut également réduire l'exposition de la viande aux bactéries et aux maladies.
La viande d’élevage soulève des préoccupations concernant le développement d'une résistance aux antibiotiques. L'utilisation d'antibiotiques dans le bétail est source de nombreuses zoonoses (la grippe aviaire, la maladie du charbon, la grippe porcine et la listériose). En ce qui concerne la viande cultivée, des contrôles stricts du processus de production et une surveillance des tissus peuvent empêcher l'infection des cultures de viande dès le départ, et toute infection potentielle peut être détectée avant toute expédition aux consommateurs. De plus, les avancées dans la biotechnologie permettent une fortification des nutriments et des compositions cellulaires. Cela rend la viande cellulaire personnalisable et permet des profils nutritionnels optimaux en fonction des besoins. En revanche, il est légitime de douter de la capacité de l’agriculture cellulaire à se passer d’antibiotiques. Certes, les promoteurs de l’agriculture cellulaire soulignent que « les animaux d’élevage industriel consomment aujourd’hui environ la même quantité d’antibiotiques que les humains ». Il est vrai que l’élevage contribue principalement au développement de l’antibiorésistance, mais cela pourrait changer. Certains pays comme les États-Unis encadrent assez peu l’utilisation d’antibiotiques, mais « les niveaux d'utilisation varient considérablement d'un pays à l'autre; par exemple, certains pays d'Europe du Nord utilisent des quantités très faibles pour traiter les animaux. ». En réalité, il est extrêmement difficile de prévoir les effets, les risques et les dangers possibles qui découlent de cette nouvelle forme de production . Des chercheurs pointent ainsi le fait que la littérature scientifique soit lacunaire et incomplète sur certains thèmes, et qu’elle omette de s’attarder sur certaines critiques. Le nombre d’études scientifiques recensées en 2020 s’élevait à seulement 300 contre plus de 12 000 articles de presse. D'ailleurs, Ketelings abonde dans ce sens et souligne que « le manque de recherches approfondies liées à la caractérisation des dangers et des risques de la viande cultivée est considéré comme le plus grand obstacle à l'introduction d'un produit sûr sur le marché ». Le manque de recul en matière de qualités sanitaires est reconnu. D'autres recherches sont ainsi nécessaires pour confirmer ou dissiper les incertitudes liées à divers problèmes de sécurité sanitaire tels que le risque associé à l'ingestion de cellules présentant les caractéristiques de cellules cancéreuses . En outre, nombre de brevets publics mentionnent le développement de cellules oncogènes ou cancérigènes.

### Artificialité
Bien que la viande cultivée produise des tissus composés de véritables cellules musculaires animales, de cellules adipeuses et de soutien, ainsi que de vaisseaux sanguins, l’artificialité du processus peut rebuter les consommateurs éventuels. 
Les cellules souches doivent être cultivées dans des salles blanches en laboratoire, où leur croissance est stimulée dans des bioréacteurs: des enceintes stériles contenant des liquides nutritifs. 
La croissance des cellules est permise par l'ajout d'hormones normalement produites par un organisme vivant. 
Pourtant, la viande cultivée ne fait que reproduire à l'extérieur d'un animal le processus naturel qui se déroule dans l'animal. Elle n'a pas besoin d'hormones supplémentaires, qui ne seraient pas présentes dans la viande conventionnelle, ni de modifications génétiques des cellules, et elle a besoin, comme la viande conventionnelle, d'une intervention humaine (qui sépare le naturel de l'artificiel). 

### Environnement
La nourriture est responsable d’environ 26 % des émissions de gaz à effet de serre dans le monde. L’élevage compte pour 77 % de la surface habitable du globe utilisée pour l’agriculture, en produisant seulement 18 % des calories globales et 37 % du total de protéines. 
80 % des émissions produites lors de la production de bœuf correspondent au changement d’affectation des terres, au rejet de méthane par le bétail, aux fertilisants utilisés pour les terres, à la gestion du lisier et aux machines agricoles. Le transport est responsable de 0,5 % des émissions. 
L'efficience protéique est un indicateur intéressant pour comprendre la production de viande. Certaines études montrent que pour le bœuf, 3,8 % des apports protéiques de cette viande ont été effectivement convertis en produit animaux. 96,2 % ont été perdus dans la conversion. D'autres études ont développé l'efficience protéique nette. Cet indicateur, similaire au précédent, prend en compte les végétaux consommables par l'homme dans l'alimentation des animaux afin de calculer le ratio.  Les résultats de ce coefficient d'efficience protéique nette montrent qu'il faut « 3 kg de protéines végétales pour produire 1 kg de protéines de carcasse en poulet de chair (lourd), 4,3 kg en porcins, de 8 à 26 kg en bovins et de 30 à 36 kg en ovins ». À l'heure actuelle, il n'existe pas de comparaison d'efficience protéique entre la viande de culture et la viande conventionnelle. Cependant, de par la plus courte durée d'élevage, il est probable que la viande de culture soit moins consommatrice de protéine végétale que l'élevage traditionnel.
Les Nations unies ont toujours été préoccupées par la production incessante de viande conventionnelle pour la population mondiale croissante. La production animale pour l'alimentation a été l'une des principales causes de la pollution de l'air, de l'eau et du réchauffement climatique. Il existe un doute important à propos du fait que l'industrie conventionnelle sera en mesure de répondre à la demande croissante de viande, poussant de nombreux entrepreneurs et chercheurs vers le développement de la viande cultivée comme alternative. La viande cultivée semble offrir une alternative respectueuse de l'environnement à la production de viande traditionnelle.
Une recherche a suggéré que les impacts environnementaux de la viande cultivée seraient considérablement inférieurs à ceux du bœuf normalement élevé. Des recherches plus récentes ont montré que la viande de bœuf cultivée pourrait avoir un impact réduit de 92 % sur le réchauffement et de 95 % sur l’utilisation des terres par rapport à l’élevage conventionnel. Pour chaque hectare utilisé pour l'agriculture verticale et / ou la production de viande cultivée, entre 10 et 20 hectares de terres peuvent être reconvertis de l'agriculture conventionnelle à leur état naturel. Les fermes verticales (en plus des installations de culture de viande) pourraient exploiter la digestion anaérobie pour générer une petite partie de leurs propres besoins électriques. Des digesteurs de méthane pourraient être construits sur place pour transformer les déchets organiques générés à l'installation en biogaz qui est généralement composé de 65 % de méthane avec d'autres gaz. Ce biogaz pourrait ensuite être brûlé pour produire de l'électricité pour la serre ou une série de bioréacteurs.
Une étude menée par des chercheurs d'Oxford et de l'Université d'Amsterdam a révélé que la viande cultivée était « potentiellement un moyen beaucoup plus efficace et écologique de mettre de la viande sur la table »,. Willem van Eelen, le journaliste Brendan I. Koerner et Hanna Tuomisto, doctorante de l'Université d'Oxford, pensent que son impact sur l'environnement est moindre. Selon l'équipe, la production de viande in vitro demanderait « environ 7 à 45 % d'énergie en moins, 78 à 96 % d'émissions de GES en moins, 99 % d'utilisation des terres en moins et 82 à 96 % d'utilisation d'eau en moins » que pour de la viande européenne produite de manière conventionnelle, selon son type. 
Cela contraste avec l'élevage de bovins, responsable de 14,5 % des émissions de gaz à effet de serre dans le monde (ce qui intègre le méthane rejeté par les vaches et les émissions liées à l'usage des sols pour les nourrir). Dans l'analyse du cycle de vie de Tuomisto effectuée à l'université d'Helsinki, la production conventionnelle de 1 000 kg de viande devrait nécessiter « 26-33 GJ d'énergie, 367-521 m³ d'eau, 190-230 m² de terrain et émettant 1 900-2 240 kg d'équivalent CO2. émissions de GES"[réf. nécessaire]. 
SL Davis a émis l'hypothèse qu'à la fois l'agriculture verticale dans les zones urbaines et l'activité des installations de viande cultivée peuvent causer relativement peu de dommages aux espèces d'animaux sauvages qui vivent autour des installations.  Dickson Despommier a émis l'hypothèse que les ressources naturelles pourraient être épargnées de l'épuisement en raison de l'agriculture verticale et de la viande cultivée, ce qui en fait des techniques intéressantes pour un monde surpeuplé. 
La reconversion de 4 hectares (10 acres) de terres agricoles de leur état artificiel vers des étendues sauvages ou des prairies sauverait environ 40 animaux tandis que la reconversion d'un hectare de ces mêmes terres agricoles dans l'état où elles se trouvaient avant la colonisation par l'homme permettrait de sauver environ 80 animaux.[réf. nécessaire]
En France, le chercheur J.-F. Hoquette relève le fait que les émissions de gaz à effet de serre de la viande cultivée sont incertaines, car elles dépendront de la source énergétique, de l’inertie de chauffage et de la taille des incubateurs, or cela dépendra des arbitrages effectués lors de l’industrialisation de cette technologie. À ce jour, on ne peut donc pas affirmer avec certitude quel sera l’impact environnemental exact de la viande de culture.
D’autres scientifiques, tel que Margaret Mellon de l'Union of Concerned Scientists, sont sceptiques à propos de l’impact de l’agriculture cellulaire sur l’environnement. Elle spécule que les besoins en énergie et en combustibles fossiles de la production de viande cultivée à grande échelle peuvent être plus destructeurs pour l'environnement que la production de nourriture à partir de la terre.
Enfin, un rapport du groupe de réflexion IPES-Food estime que les affirmations selon lesquelles la viande cultivée en laboratoire est durable sont « limitées et spéculatives », étant donné que la technologie est encore en développement. Santo et ali (2020) vont jusqu’à dire que : « Les recherches menées à ce jour suggèrent que de nombreux avantages environnementaux et sanitaires présumés de la viande cellulaire sont largement spéculatifs ».

### Rôle de la modification génétique
Les techniques de génie génétique, telles que l'insertion, la suppression, le silençage, l'activation ou la mutation d'un gène, ne sont pas nécessaires pour produire de la viande cultivée. La production de viande cultivée permet aux processus biologiques naturels, qui se produisent chez un animal, de se produire sans l'animal. Des entreprises, telles que Memphis Meats, affirment [MP1] qu'elles modifient génétiquement des lignées cellulaires pour qu'elles soient résistantes aux antibiotiques.
Des recherches supplémentaires sont en cours sur la viande cultivée, et bien que sa production ne nécessite pas de techniques de génie génétique, les chercheurs discutent de l'utilisation de ces techniques pour améliorer la qualité et la durabilité de la viande cultivée. Enrichir la viande cultivée avec des nutriments tels que les acides gras bénéfiques est une amélioration qui peut être facilitée par une modification génétique. La même amélioration peut être apportée sans modification génétique, en manipulant les conditions du milieu de culture. La modification génétique peut également jouer un rôle dans la prolifération des cellules musculaires. L'introduction de facteurs de régulation myogéniques, de facteurs de croissance ou d'autres produits géniques dans les cellules musculaires peut augmenter la production au-delà de la capacité de la viande conventionnelle.
Pour éviter l'utilisation de produits d'origine animale, l'utilisation d'algues photosynthétiques et de cyanobactéries a été proposée pour produire les principaux ingrédients des milieux de culture, par opposition au sérum fœtal de bovin ou de cheval très utilisé en médecine. Certains chercheurs suggèrent que la capacité des algues et des cyanobactéries à produire des ingrédients pour les milieux de culture peut être améliorée avec certaines techniques, sans exclure très probablement le génie génétique. 

### Considérations religieuses
Les autorités rabbiniques juives ne sont pas toutes d'accord pour savoir si la viande cultivée est casher et donc acceptable selon la loi et la pratique juive.
L'une des questions est la nature de l'animal dont proviennent les cellules, s'il s'agit d'une espèce casher ou non. Une autre renvoie à l’origine des cellules : si celles-ci ont été prélevées sur un animal mort, un abattage religieux a-t-il eu lieu en amont? La plupart des autorités conviennent que si les cellules d'origine ont été prélevées sur un animal abattu religieusement, la viande cultivée sera casher. Selon la nature des cellules, il peut être déterminé qu'il est casher même lorsqu'il est prélevé sur un animal vivant, et certains ont soutenu qu'il serait casher même s'il provenait d'animaux non casher comme les porcs.
Il y a aussi une discussion sur la façon dont la viande de culture pourrait s'intégrer dans les pratiques alimentaires islamiques. D’après l'Institut islamique du comté d'Orange en Californie, « Il ne semble pas y avoir d'objection à manger de la viande cultivée. » En outre, Abdul Qahir Qamar de l'Académie islamique internationale de Fiqh a déclaré que la viande cultivée « ne sera pas considérée comme de la viande d'animaux vivants, mais sera de la viande cultivée ». La viande cultivée serait considérée comme « similaire au yaourt et aux cornichons fermentés », donc consommable si elle ne provient pas d'animaux haram.
L'hindouisme exclut généralement la consommation de bœuf. Chandra Kaushik, président de l' Hindu Mahasabha, a déclaré à propos du bœuf d'élevage qu'il « n'accepterait pas qu'il soit commercialisé sous quelque forme que ce soit ou utilisé à des fins commerciales ».

### Débat sémantique
Comme le souligne Jean-François Hocquette, une vingtaine de dénominations renvoient à la viande de culture et toutes incluent le mot « viande », alors que ce n’en est pas d’un point de vue scientifique. Il explique cela par un « choix marketing jouant sur les valeurs positives de la viande, en termes de qualité nutritionnelle et sensorielle ». Cette observation illustre ainsi le fait que les partisans de l’agriculture cellulaire mènent une véritable guerre sémantique avec pour ambition de qualifier leur produit de « viande », ils espèrent ainsi que les consommateurs soient plus enclins à consommer ce produit. Nicolas Treich, conseiller d’Agriculture Cellulaire France, ne s’en cache d’ailleurs absolument pas puisqu’il écrit que : « le produit n'est pas de la viande » mais que « le terme « viande » peut donner au consommateur un sentiment de familiarité et de continuité pour un produit nouveau ».
La viande est un alliage complexe de différents éléments, dont des muscles squelettiques, des tissus conjonctifs, des vaisseaux sanguins et des nerfs. A l’inverse, la viande cellulaire se contente de reproduire principalement les myocytes, aussi appelés fibres musculaires, car ce sont les principaux constituants de la viande. La viande cultivée se rapproche ainsi davantage d’un « tissu musculaire » que de la viande à proprement parler. Dès lors, il semble plus approprié de parler d’amas cellulaires tant le résultat issu des laboratoires est éloigné de la viande. La chercheuse Marie-Pierre Ellies explique quant à elle que « dans le milieu de la recherche on a plutôt tendance à parler de fibres musculaires en culture », plutôt que de viande. ».
Une autre étape incontournable de ce qui constitue la viande réside dans le processus de maturation. Après l’abattage de l’animal, les muscles se contractent et se rigidifient et le glycogène est converti en lactate en raison de l’absence d’alimentation en oxygène par le sang. La production de lactate conduit à une baisse du pH. Diverses enzymes s’activent alors et coupent les protéines musculaires ce qui a pour effet d’attendrir la viande et de lui donner une texture particulière. Ce phénomène, pourtant analysé durant des décennies par les chercheurs en viande, reste cependant mal compris et donc négligé par l’agriculture cellulaire en raison de sa complexité et du manque de connaissance qui persistent pour les cellules cultivées. Cela explique, en partie, l’ajout de nombreux ingrédients tels que la chapelure, la poudre d'œuf, ou encore le jus de betterave, afin de masquer les défauts sensoriels de la viande cultivée. Il convient d’ailleurs d’ajouter que la production cellulaire n’est pas considérée comme de la viande d’un point de vue réglementaire car la « viande de culture » rentre dans la catégorie des nouveaux aliments sur un plan réglementaire. L’American Meat Science Association abonde par ailleurs dans ce sens.
Afin de compenser les carences de la viande cellulaire en termes de nutriments notamment, les acteurs de l’agriculture cellulaire ont recours à divers additifs. Si la culture de viandes transformées comme les nuggets de poulet ou la viande de hamburger sont plus faciles à imiter, celle des viandes de carcasse nécessite un approvisionnement en nutriments et en oxygène important. Parmi les additifs qu’il faut ajouter pour compenser les défaillances de la viande cellulaire, on compte notamment les vitamines B12, les antioxydants exogènes, les acides gras…
A titre d’exemple, la viande fournit une part importante des diverses vitamines du groupe B, en particulier la B12. Cette dernière vitamine est synthétisée exclusivement par des micro-organismes, puis absorbée et utilisée par les animaux, alors que les plantes contiennent rarement des quantités considérables de B12. Par conséquent, les personnes suivant un régime à base de plantes doivent prendre des suppléments de vitamine B12 afin de satisfaire leurs besoins alimentaires. Si la viande de culture doit être considérée comme un substitut de la viande traditionnelle, il est essentiel qu'elle contienne de la vitamine B12. Dans ces conditions, la viande cellulaire doit comporter des additifs ou être génétiquement modifiée pour pallier ses défaillances nutritives.